# La stanza dei segreti
La stanza dei segreti (Wall of Secrets) è un film per la televisione del 2003 diretto da Francois Gingras. In Italia, il film, oltre che con il titolo ufficiale La stanza dei segreti, è conosciuto anche con il titolo Le voci del mistero.

## Trama
Paige e Mark Emerson si trasferiscono in affitto, a un canone molto vantaggioso, in un bellissimo appartamento. Gli Emerson non tarderanno a scoprire il perché del basso canone d'affitto.